# Chaetopappinae
Chaetopappinae je podtribus glavočika,  dio tribusa Astereae. Postoje dva roda, oba iz Sjeverne Amerike. 
To je zeljasto jednogodišnje raslinje ili trajnice bijelih cvjetova.
Opisan je u Sida 19(2): 264. 2000.

## Rodovi
1. Chaetopappa DC. (12 spp.)
2. Monoptilon Torr. & A.Gray (2 spp.)